# Esgrima nos Jogos Olímpicos de Verão de 1952
A esgrima nos Jogos Olímpicos de Verão de 1952 foi realizada em Helsinque, na Finlândia, com sete eventos disputados.

## Eventos da esgrima
Masculino: Florete individual | Espada individual | Sabre individual | Florete por equipe | Espada por equipe | Sabre por equipe
Feminino: Florete individual

## Masculino

### Florete individual masculino
| Pos. | País         | Atletas             |
| ---- | ------------ | ------------------- |
|      | França (FRA) | Christian d'Oriola  |
|      | Itália (ITA) | Edoardo Mangiarotti |
|      | Itália (ITA) | Manlio Di Rosa      |

### Espada individual masculino
| Pos. | País         | Atletas             |
| ---- | ------------ | ------------------- |
|      | Itália (ITA) | Edoardo Mangiarotti |
|      | Itália (ITA) | Dario Mangiarotti   |
|      | Suíça (SUI)  | Oswald Zappelli     |

### Sabre individual masculino
| Pos. | País          | Atletas         |
| ---- | ------------- | --------------- |
|      | Hungria (HUN) | Pál Adam Kovács |
|      | Hungria (HUN) | Aladár Gerevich |
|      | Hungria (HUN) | Tibor Berczelly |

### Florete por equipe masculino
| Ouro                                                                                               | Prata | Bronze                                                                                             |
| FRA França Christian d'Oriola Jacques Lataste Jehan Buhan Claude Netter Jacques Noël Adrien Rommel | ITA Itália Giancarlo Bergamini Antonio Spallino Manlio Di Rosa Giorgio Pellini Edoardo Mangiarotti Renzo Nostini | HUN Hungria Endre Palócz Tibor Berczelly Endre Tilli Aladár Gerevich József Sákovics Lajos Maszlay |

### Espada por equipe masculino
| Ouro | Prata | Bronze                                                                                      |
| ITA Itália Roberto Battaglia Carlo Pavesi Franco Bertinetti Giuseppe Delfino Dario Mangiarotti Edoardo Mangiarotti | SWE Suécia Berndt-Otto Rehbinder Bengt Ljungquist Per Hjalmar Carleson Carl Forssell Sven Fahlman Lennart Magnusson | SUI Suíça Otto Rüfenacht Paul Meister Oswald Zappelli Paul Barth Willy Fitting Mario Valota |

### Sabre por equipe masculino
| Ouro | Prata                                                                                             | Bronze |
| HUN Hungria Bertalan Papp László Rajcsányi Rudolf Kárpáti Tibor Berczelly Aládar Gerevich Pál Adam Kovács | ITA Itália Giorgio Pellini Vincenzo Pinton Renzo Nostini Mauro Racca Gastone Darè Roberto Ferrari | FRA França Maurice Piot Jacques Lefèvre Bernard Morel Jean Laroyenne Jean-François Tournon Jean Levavasseur |

## Feminino

### Florete individual feminino
| Pos. | País            | Atletas        |
| ---- | --------------- | -------------- |
|      | Itália (ITA)    | Irene Camber   |
|      | Hungria (HUN)   | Ilona Elek     |
|      | Dinamarca (DEN) | Karen Lachmann |

## Quadro de medalhas da esgrima
| Ordem | País          | Medalha de ouro | Medalha de prata | Medalha de bronze | Total |
| ----- | ------------- | --------------- | ---------------- | ----------------- | ----- |
| 1     | ITA Itália    | 3               | 4                | 1                 | 8     |
| 2     | HUN Hungria   | 2               | 2                | 2                 | 6     |
| 3     | FRA França    | 2               | 0                | 1                 | 3     |
| 4     | SWE Suécia    | 0               | 1                | 0                 | 1     |
| 5     | SUI Suíça     | 0               | 0                | 2                 | 2     |
| 6     | DEN Dinamarca | 0               | 0                | 1                 | 1     |